# Éric Junior Dina Ebimbe
Éric Junior Dina Ebimbe (Stains, 21 de novembro de 2000) é um jogador de futebol profissional francês de ascendência camaronesa que atua como meio-campista no Eintracht Frankfurt.

## Carreira

### Paris Saint-Germain
Desenvolvido na Academia do Paris Saint-Germain, Dina Ebimbe assinou seu primeiro contrato profissional com o clube francês em 2 de julho de 2018. Ele passou a temporada 2018–19 com o time reserva.
Em 5 de julho de 2019, o Le Havre anunciou que Dina Ebimbe havia se juntado ao time da Ligue 2 por empréstimo. Três semanas depois, em 26 de julho, ele fez sua estreia em um empate por 2–2 contra o Ajaccio. Ele marcou seu primeiro gol em 30 de agosto de 2019, em uma vitória por 3–0 contra o Caen. Em 6 de julho de 2020, o Dijon anunciou a contratação por empréstimo de Dina Ebimbe com opção de compra. Ele fez sua estreia em uma derrota por 1–0 para o Angers em 22 de agosto. Em 9 de junho de 2021, o Dijon pretendia exercer a opção de compra no acordo de empréstimo de Dina Ebimbe. No entanto, o Paris Saint-Germain vetou a compra do Dijon, que recebeu uma taxa em compensação.
Antes do início da temporada 2021–22, Dina Ebimbe retornou ao Paris Saint-Germain. Ele participou da pré-temporada e fez sua estreia pelo clube na derrota por 1–0 na Supercopa da França para o Lille em 1 de agosto de 2021. Dina Ebimbe fez sua estreia na Ligue 1 pelo PSG em uma vitória por 2–1 sobre o Troyes em 7 de agosto.

### Eintracht Frankfurt
Em 21 de agosto de 2022, Dina Ebimbe estendeu seu contrato com o PSG até junho de 2024 e se transferiu ao clube alemão Eintracht Frankfurt em um acordo de empréstimo de uma temporada com opção de compra, tornado obrigatório caso o clube não fosse rebaixado. Em 30 de maio de 2023, após a conclusão da temporada 2022–23, o Eintracht Frankfurt anunciou que Dina Ebimbe havia se juntado ao clube em caráter permanente até junho de 2027.

### Carreira internacional
Dina Ebimbe é um ex-jogador da seleção juvenil da França. Ele representou sua nação nas categorias sub-20 e sub-21. Em outubro de 2024, Dina Ebimbe foi incluído no elenco preliminar da seleção de Camarões pela primeira vez.

## Títulos
Paris Saint-Germain
- Ligue 1: 2021–22[15]

Individual
- Revelação do mês da Bundesliga: Outubro e novembro de 2022[16]